# Città di Port Adelaide Enfield
La città di Port Adelaide Enfield è una Local Government Area che si trova in Australia Meridionale. Essa si estende su una superficie di 97 chilometri quadrati e ha una popolazione di 111.455 abitanti. La sede del consiglio si trova a Port Adelaide.